# Nagymaros
Nagymaros is een plaats (város) en gemeente in het Hongaarse comitaat Pest. Nagymaros telt 4469 inwoners (2001). De Donau stroomt erdoorheen. 

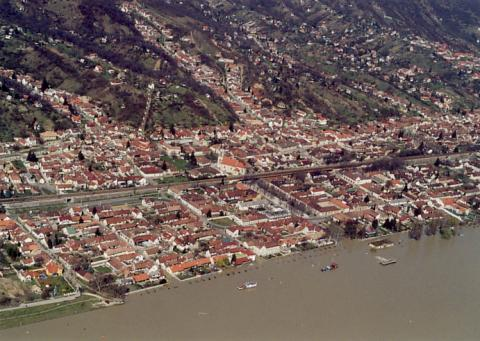
Nagymaros
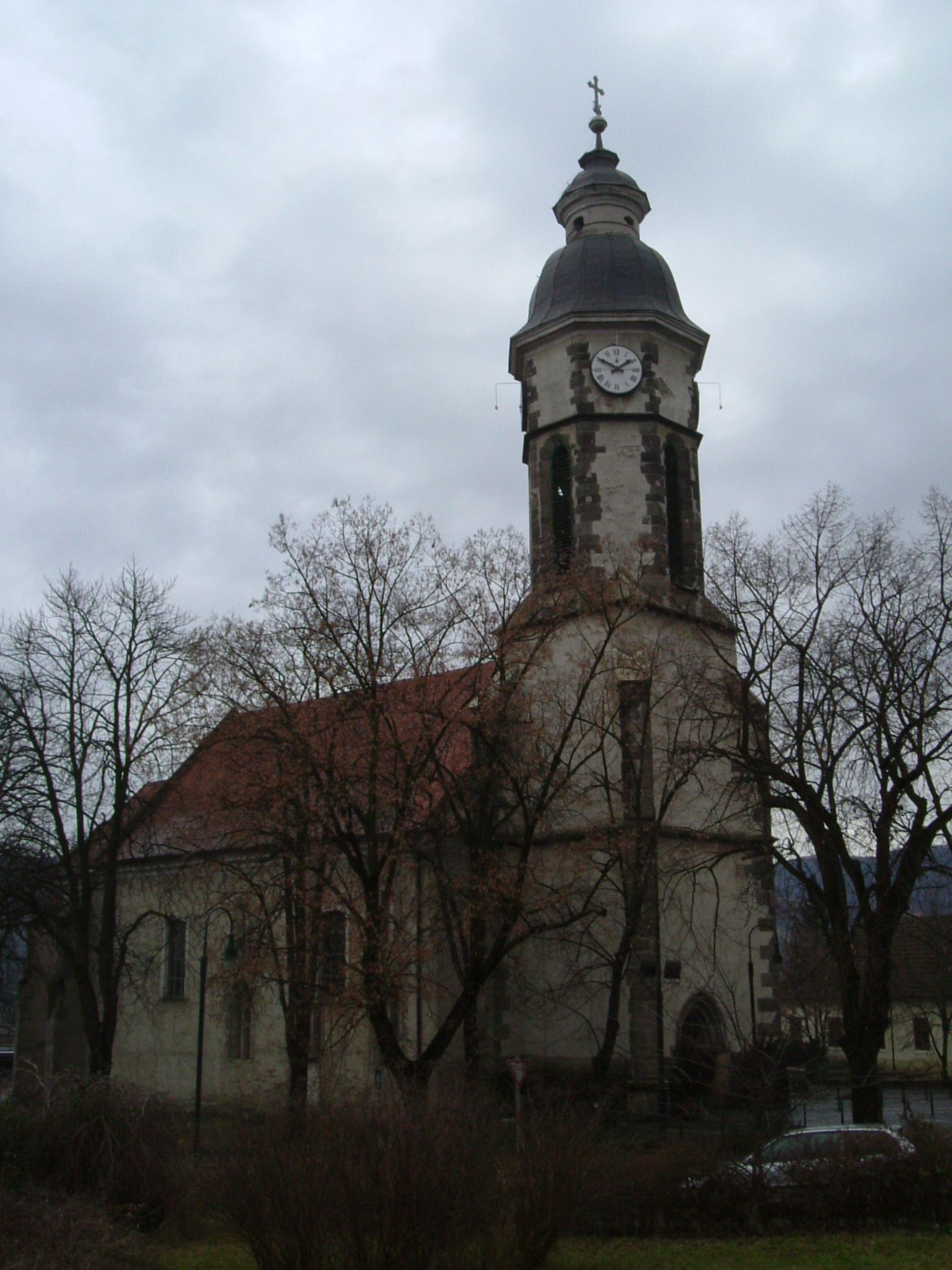
Kerk in Nagymaros